# Emīls Liepiņš
Emīls Liepiņš (* 29. Oktober 1992 in Dobele) ist ein lettischer Radrennfahrer.

## Sportlicher Werdegang
Nach dem Wechsel in die U23 fuhr Liepiņš von 2011 bis 2017 für die lettischen UCI Continental Teams Alpha Batic und Rietmu. Auch wenn er keinen zählbaren Erfolg aufweisen konnte, machte er durch eine Reihe von Podiumsplatzierungen auf sich aufmerksam. Ende 2017 bekam er die Möglichkeit, als Stagiaire für das Team Delko zu fahren, jedoch kam es noch zu keinem Anschlussvertrag.
Nach Auflösung des Teams Rietmu wechselte Liepiņš zur Saison 2018 zum Continental Team ONE Pro Cycling. Gleich zu Beginn der Saison erzielte er bei der Poreč Trophy seinen ersten Sieg auf der UCI Europe Tour. Es folgten der Sieg beim Heistse Pijl sowie der Gewinn einer Etappe und der Gesamtwertung bei der Baltic Chain Tour.
Nach seinen Erfolgen erhielt Liepiņš zur Saison 2019 einen Vertrag beim UCI ProTeam Wallonie-Bruxelles, für das er die erste Etappe der Settimana Internazionale Coppi e Bartali gewann. Bereits ein Jahr später stieg er in die UCI WorldTour auf und wechselte zu Trek-Segafredo. Mit der Vuelta a España 2020 nahm er erstmals an einer Grand Tour teil und beendete diese auf Platz 124 der Gesamtwertung. Nach zwei Jahren ohne zählbare Erfolge wurde er 2022 erstmals Lettischer Meister im Straßenrennen. Den Titel verteidigte er 2023 erfolgreich.
Zur Saison 2024 wechselte Liepiņš zum Team dsm-firmenich PostNL und wurde zum dritten Mal in Folge lettischer Meister im Straßenrennen. Nach nur einer Saison wechselte er zum UCI ProTeam Q36.5.

## Erfolge
2018
- Poreč Trophy
- Heistse Pijl
- Gesamtwertung, eine Etappe und Punktewertung Baltic Chain Tour

2019
- eine Etappe Settimana Internazionale Coppi e Bartali

2022
- Lettischer Meister – Straßenrennen

2023
- Lettischer Meister – Straßenrennen

2024
- Lettischer Meister – Straßenrennen

## Grand-Tour-Platzierungen
| Grand Tour            | 2020 | 2021 | 2022 | 2023 | 2024 |
| --------------------- | ---- | ---- | ---- | ---- | ---- |
| Giro d’ItaliaGiro     | –    | –    | –    | –    | –    |
| Tour de FranceTour    | –    | –    | –    | –    | –    |
| Vuelta a EspañaVuelta | 124  | –    | –    | –    | –    |